# Sinoxylon circuitum
Sinoxylon circuitum är en skalbaggsart som beskrevs av Pierre Lesne 1897. Sinoxylon circuitum ingår i släktet Sinoxylon och familjen kapuschongbaggar. Inga underarter finns listade i Catalogue of Life.